# Devonshire (Bermudas)
Devonshire é uma paróquia do arquipélago das ilhas Bermudas.